# Maria Firmina dos Reis
Pour les articles homonymes, voir Dos Reis.
Œuvres principales
- Úrsula (1859)
- Gupeva (1861/1862)
- A escrava (1887)
- Cantos à beira-mar (1871)

Maria Firmina dos Reis, née le 11 mars 1822 à São Luís, dans le Maranhão au Brésil et morte le 11 novembre 1917 à Guimarães, dans le même État, est une femme de lettres brésilienne, considérée la première romancière du pays et la première romancière noir ou afrodescendant de Amérique Latine. 

## Biographie
À cause de son statut de mulâtresse ou parda, Firmina dos Reis n’a pas pu fréquenter l'école publique, mais a dû son éducation en grande partie à une tante et à son oncle Sotero dos Reis (pt). Elle est devenue instructrice et a fondé la première école mixte du Maranhão (qui fut fermée peu après son ouverture).
En 1859, elle publie son roman mélodramatique Úrsula, qui raconte l’histoire d’une esclave du même nom qui souffre les injustices de son époque. Dans le panorama de la littérature brésilienne, l’œuvre de Firmina dos Reis représente une tentative précoce « d’une femme noire d’assumer les contraintes énonciatives qui sont les siennes », car ce n’est « que vers les années 1980 qu’une écriture féminine noire commence à se dessiner au Brésil. »
Grâce à l’initiative de Antônio de Oliveira (pt) et Nascimento Morais Filho, deux chercheurs du Maranhão, Maria Firmina dos Reis a été redécouverte comme pionnière littéraire du Brésil.
La maison d'édition brésilienne Editora Mulheres réédite les œuvres de Maria Firmina dos Reis, parmi lesquelles Úrsula (1859) et A escrava (1887). 